# Banana Moon
Banana Moon je první sólové studiové album Daevida Allena. Jeho nahrávání probíhalo od ledna do února 1971 v Marquee Studios v Londýně. Album produkovali Jean Georgakarakos a Jean-Luc Young a vyšlo u vydavatelství BYG Actuel. Album později vycházelo jako součást diskografie skupiny Gong.

## Seznam skladeb
| Pořadí         | Název                                      | Autor             | Délka |
| -------------- | ------------------------------------------ | ----------------- | ----- |
| 1.             | It's the Time of Your Life                 | Christian Tritsch | 3:21  |
| 2.             | Memories                                   | Hugh Hopper       | 3:37  |
| 3.             | All I Want Is Out of Here                  | Tritsch           | 4:48  |
| 4.             | Fred the Fish and the Chip On His Shoulder | Daevid Allen      | 2:27  |
| 5.             | White Neck Blooze“ / „Codein Coda          | Allen             | 5:36  |
| 6.             | Stoned Innocent Frankenstein               | Allen             | 3:28  |
| 7.             | And His Adventures in the Land of Flip     | Allen             | 11:44 |
| 8.             | I Am a Bowl                                | Allen             | 2:46  |
| Celková délka: | Celková délka:                             | Celková délka:    | 37:47 |

## Obsazení
- Daevid Allen – kytara, zpěv
- Archie Legget – baskytara
- Robert Wyatt – zpěv a kytara v „Memories“, bicí
- Barry St. John – doprovodný zpěv
- Maggie Bell – doprovodný zpěv
- Gerry Fields – housle
- Christian Tritsch – kytara a baskytara v „It's The Time of Your Life“
- Pip Pyle – bicí v „It's The Time Of Your Life“
- Gary Wright – klavír v „Memories“
- Gilli Smyth – zpěv (6, 7, 8)
- Nick Evans – pozoun v „I Am A Bowl“